# Piaski (Basses-Carpates)
Pour les articles homonymes, voir Piaski.
Piaski est une localité polonaise de la gmina de Radymno, située dans le powiat de Jarosław en voïvodie des Basses-Carpates.